# Längdhopp för damer i friidrott vid olympiska sommarspelen 2016
Damernas längdhopp vid olympiska sommarspelen 2016, i Rio de Janeiro i Brasilien avgjordes den 16-17 augusti på Estádio Olímpico João Havelange.

## Medaljörer
| Spel      | Guld                  | Silver             | Brons                  |
| Längdhopp | Tianna Bartoletta USA | Brittney Reese USA | Ivana Španović Serbien |

## Resultat

### Kval
| Placering | Grupp | Namn                  | Nationalitet   | #1   | #2   | #3   | Resultat | Noteringar |
| --------- | ----- | --------------------- | -------------- | ---- | ---- | ---- | -------- | ---------- |
| 1         | A     | Ivana Španović        | Serbien        | 6,87 |      |      | 6,87     | Q          |
| 2         | A     | Malaika Mihambo       | Tyskland       | 6,63 | 6,82 |      | 6,82     | Q          |
| 3         | B     | Brittney Reese        | USA            | 6,78 |      |      | 6,78     | Q          |
| 4         | B     | Ksenija Balta         | Estland        | 6,13 | 6,71 | –    | 6,71     | q          |
| 5         | A     | Tianna Bartoletta     | USA            | 6,44 | 6,70 | 6,61 | 6,70     | q          |
| 6         | B     | Ese Brume             | Nigeria        | 6,32 | 6,67 | 6,49 | 6,67     | q          |
| 7         | A     | Lorraine Ugen         | Storbritannien | 6,44 | 6,58 | 6,65 | 6,65     | q          |
| 8         | A     | Darja Klisjina        | Ryssland       | 6,64 | x    | x    | 6,64     | q          |
| 9         | B     | Brooke Stratton       | Australien     | 6,40 | 6,46 | 6,56 | 6,56     | q          |
| 10        | A     | Maryna Bech-Romantjuk | Ukraina        | 6,49 | 6,47 | 6,55 | 6,55     | q          |
| 11        | A     | Sosthene Moguenara    | Tyskland       | 6,46 | x    | 6,55 | 6,55     | q          |
| 12        | B     | Jazmin Sawyers        | Storbritannien | 6,49 | 6,36 | 6,53 | 6,53     | q          |
| 13        | B     | Janay DeLoach         | USA            | 6,45 | 6,50 | 6,46 | 6,50     |            |
| 14        | A     | Karin Mey Melis       | Turkiet        | 6,49 | 6,43 | 6,40 | 6,49     |            |
| 15        | B     | Jana Veldakova        | Slovakien      | 6,45 | 6,48 | 6,29 | 6,48     |            |
| 16        | A     | Bianca Stuart         | Bahamas        | 6,45 | 5,40 | 6,39 | 6,45     |            |
| 17        | A     | Chelsea Jaensch       | Australien     | 6,20 | 6,35 | 6,41 | 6,41     |            |
| 18        | A     | Alina Rotaru          | Rumänien       | 6,40 | x    | 6,38 | 6,40     |            |
| 19        | B     | Anna Kornuta          | Ukraina        | x    | 6,34 | 6,37 | 6,37     |            |
| 20        | A     | Christabel Nettey     | Kanada         | 6,05 | 6,32 | 6,37 | 6,37     |            |
| 21        | B     | Shara Proctor         | Storbritannien | 6,36 | 6,34 | 6,30 | 6,36     |            |
| 22        | B     | Juliet Itoya          | Spanien        | 6,35 | x    | 5,69 | 6,35     |            |
| 23        | B     | Eliane Martins        | Brasilien      | 6,33 | 6,24 | 6,30 | 6,33     |            |
| 24        | A     | Concepción Montaner   | Spanien        | 6,23 | 6,23 | 6,32 | 6,32     |            |
| 25        | A     | Volha Sudarava        | Belarus        | 6,29 | x    | x    | 6,29     |            |
| 26        | B     | Maria Natalia Londa   | Indonesien     | 6,21 | 6,29 | 6,29 | 6,29     |            |
| 27        | B     | Khaddi Sagnia         | Sverige        | 6,04 | 6,25 | x    | 6,25     |            |
| 28        | B     | Marestella Sunang     | Filippinerna   | 6,22 | 6,10 | 6,15 | 6,22     |            |
| 29        | A     | Julija Tarasova       | Uzbekistan     | x    | 6,10 | 6,16 | 6,16     |            |
| 30        | B     | Yvonne Treviño        | Mexiko         | x    | 6,16 | x    | 6,16     |            |
| 31        | A     | Anna Lunjova          | Ukraina        | 6,12 | 6,15 | 6,14 | 6,15     |            |
| 32        | A     | Haido Alexouli        | Grekland       | 6,07 | x    | 6,13 | 6,13     |            |
| 33        | B     | Lynique Prinsloo      | Sydafrika      | 5,96 | x    | 6,10 | 6,10     |            |
| 34        | B     | Alexandra Wester      | Tyskland       | 5,98 | x    | x    | 5,98     |            |
| 35        | A     | Amalija Sjarojan      | Armenien       | 5,58 | x    | 5,95 | 5,95     |            |
| 36        | B     | María del Mar Jover   | Spanien        | x    | 5,82 | 5,90 | 5,90     |            |
| 37        | B     | Konomi Kai            | Japan          | x    | x    | 5,87 | 5,87     |            |
| 38        | A     | Keila Costa           | Brasilien      | 5,86 | 5,73 | 5,79 | 5,86     |            |

### Final
| Placering | Idrottare             | Nationalitet   | #1   | #2   | #3   | #4               | #5               | #6               | Resultat | Noteringar |
| --------- | --------------------- | -------------- | ---- | ---- | ---- | ---------------- | ---------------- | ---------------- | -------- | ---------- |
| 1         | Tianna Bartoletta     | USA            | x    | 6,94 | 6,95 | 6,74             | 7,17             | 7,13             | 7,17     | PB         |
| 2         | Brittney Reese        | USA            | x    | 6,79 | x    | x                | 7,09             | 7,15             | 7,15     |            |
| 3         | Ivana Španović        | Serbien        | 6,95 | x    | x    | 6,91             | 7,08             | 7,05             | 7,08     | NR         |
| 4         | Malaika Mihambo       | Tyskland       | 6,83 | x    | x    | 6,58             | 6,95             | 6,79             | 6,95     | PB         |
| 5         | Ese Brume             | Nigeria        | 6,73 | 6,34 | 6,71 | 5,96             | 6,81             | x                | 6,81     |            |
| 6         | Ksenija Balta         | Estland        | 6,71 | x    | 6,79 | 6,71             | x                | 6,62             | 6,79     | SB         |
| 7         | Brooke Stratton       | Australien     | x    | 6,69 | 6,64 | 6,74             | 6,64             | 6,53             | 6,74     |            |
| 8         | Jazmin Sawyers        | Storbritannien | 6,55 | 6,69 | 6,57 | 6,53             | x                | x                | 6,69     |            |
| 9         | Darja Klisjina        | Ryssland       | 6,63 | 6,60 | 6,53 | Gick inte vidare | Gick inte vidare | Gick inte vidare | 6,63     |            |
| 10        | Sosthene Moguenara    | Tyskland       | 6,61 | x    | 6,46 | Gick inte vidare | Gick inte vidare | Gick inte vidare | 6,61     |            |
| 11        | Lorraine Ugen         | Storbritannien | 6,56 | x    | 6,58 | Gick inte vidare | Gick inte vidare | Gick inte vidare | 6,58     |            |
| –         | Maryna Bech-Romantjuk | Ukraina        | x    | x    | x    | Gick inte vidare | Gick inte vidare | Gick inte vidare | NM       |            |